# Ministério da Defesa da Federação Russa
| Ministério da Defesa da Federação Russa (Министерство обороны Российской Федерации) |                                           |
| Rua Znamenka, 19 - Moscou, Rússia · https://mil.ru/                                 |                                           |
| Criação                                                                             | 02 de outubro de 1802 16 de março de 1992 |
| Prédio principal do Ministério da Defesa no Distrito de Khamovniki, em Moscou.      |                                           |
| Prédio principal do Ministério da Defesa no Distrito de Khamovniki, em Moscou.      |                                           |
| Atual ministro                                                                      | Andrey Belousov                           |
| Orçamento                                                                           | US$ 65,9 bilhões (2021)                   |

Bandeira do Ministério da Defesa da Federação Russa.

O Ministério da Defesa da Federação Russa ou Ministério da Defesa da Rússia (em russo: Министерство обороны Российской Федерации, Минобороны России), informalmente abreviado para Миноборонпром (translit.: Ministério da Indústria da Defesa), é o órgão governamental que exerce a liderança administrativa e operacional das Forças Armadas da Rússia.
Em Março de 2001, o Presidente Vladimir Putin, indicou Sergei Ivanov, o primeiro civil, como Ministro da Defesa da Federação Russa.
O atual ministro da defesa é o Andrey Belousov.
Em 3 de Abril de 2016, um incêndio ocorre no edifício do ministério, por conta de um curto-circuito.